# After Nature
After Nature (1987 – 1995) was een kunstenaarscollectief. Het bestond uit kunstschilders die zich wilden afzetten tegen het heersende kunstklimaat door te schilderen naar de waarneming. 
After Nature ontstond in 1987. De groep wilde niets met conceptuele kunst of vergezochte kunsttheorieën te maken hebben. Het motto van After Nature was simpel: ga schilderen, schilder veel en schilder wat je ziet. De initiatiefnemer van After Nature was Peter Klashorst. In navolging van de de Nieuwe Wilden (Duits:Neue Wilden) uit Duitsland richtte hij met Jurriaan van Hall de groep 'Nieuwe Wilden' op. Later voegde Bart Domburg zich bij hen en werd de groep omgedoopt tot "After Nature". De andere kunstschilders van deze groep waren Gijs Donker, Aad Donker, Justus Donker en Ernst Voss. 
De leden van After Nature werden in de pers soms bestempeld als Neo Romantici. Daar waren zij het niet mee eens; ze wilden niet teruggrijpen op een andere tijd. Het ging hen er om zich los te maken van de heersende mores binnen de kunstwereld. Ze wilden schilderen zoals dat honderden jaren traditie was geweest: achter een schildersezel in het atelier of in de natuur met een penseel in de hand werken naar de waarneming. Schilderen als uiting van vakmanschap. De leden van After Nature traden naar buiten met gematigd expressief geschilderde doeken. Hun onderwerpen waren traditionele thema's als landschappen, stillevens, naaktstudies en portretten. 
De leden van After Nature verzorgden enige tijd schildercursussen en een inloopatelier genaamd het Amsterdams Instituut voor de Schilderkunst (AIS). De naam After Nature werd door manifestaties, tentoonstellingen en reacties in de pers zó bekend, dat zich regelmatig nieuwe kunstenaars bij het collectief wilden aansluiten. De groep werd in 1995 opgeheven.